# Liste der Kulturdenkmale in Kemnitz (Dresden)
Die Liste der Kulturdenkmale in Kemnitz umfasst die Kulturdenkmale der Dresdner Gemarkung Kemnitz.
Die Anmerkungen sind zu beachten.
Diese Liste ist eine Teilliste der Liste der Kulturdenkmale in Dresden. 

Diese Liste ist eine Teilliste der Liste der Kulturdenkmale in Sachsen.

## Legende
- Bild: Bild des Kulturdenkmals, ggf. zusätzlich mit einem Link zu weiteren Fotos des Kulturdenkmals im Medienarchiv Wikimedia Commons. Wenn man auf das Kamerasymbol klickt, können Fotos zu Kulturdenkmalen aus dieser Liste hochgeladen werden:
- Bezeichnung: Denkmalgeschützte Objekte und ggf. Bauwerksname des Kulturdenkmals
- Lage: Straßenname und Hausnummer oder Flurstücknummer des Kulturdenkmals. Die Grundsortierung der Liste erfolgt nach dieser Adresse. Der Link (Karte) führt zu verschiedenen Kartendiensten mit der Position des Kulturdenkmals. Fehlt dieser Link, wurden die Koordinaten noch nicht eingetragen. Sind diese bekannt, können sie über ein Tool mit einer Kartenansicht einfach nachgetragen werden. In dieser Kartenansicht sind Kulturdenkmale ohne Koordinaten mit einem roten bzw. orangen Marker dargestellt und können durch Verschieben auf die richtige Position in der Karte mit Koordinaten versehen werden. Kulturdenkmale ohne Bild sind an einem blauen bzw. roten Marker erkennbar.
- Datierung: Baubeginn, Fertigstellung, Datum der Erstnennung oder grobe zeitliche Einordnung entsprechend des Eintrags in der sächsischen Denkmaldatenbank
- Beschreibung: Kurzcharakteristik des Kulturdenkmals entsprechend des Eintrags in der sächsischen Denkmaldatenbank, ggf. ergänzt durch die dort nur selten veröffentlichten Erfassungstexte oder zusätzliche Informationen
- ID: Vom Landesamt für Denkmalpflege Sachsen vergebene, das Kulturdenkmal eindeutig identifizierende Objekt-Nummer. Der Link führt zum PDF-Denkmaldokument des Landesamtes für Denkmalpflege Sachsen. Bei ehemaligen Kulturdenkmalen können die Objektnummern unbekannt sein und deshalb fehlen bzw. die Links von aus der Datenbank entfernten Objektnummern ins Leere führen. Ein ggf. vorhandenes Icon  führt zu den Angaben des Kulturdenkmals bei Wikidata.

## Liste der Kulturdenkmale in Kemnitz
| Bild           | Bezeichnung                                                        | Lage                              | Datierung                                                        | Beschreibung | ID       |
| -------------- | ------------------------------------------------------------------ | --------------------------------- | ---------------------------------------------------------------- | --- | -------- |
| Weitere Bilder | Bramsch-Gut                                                        | Am Kirchberg 23; 23a (Karte)      | 2. H. 19. Jh. (Gut), 1. H. 19. Jh. (Fußgängerbrücke)             | Zwei Gebäude (Am Kirchberg 23) des ehemaligen Gutes und Tonnengewölbe unter der ehemaligen Scheune (Neubau, Am Kirchberg 23a), außerdem Reste eines Brunnens auf dem Hof, Brücke als Zugang zum Hof, Reste der Uferbefestigung des Zschonerbaches und Bacheinlauf (in nordöstlicher Richtung) sowie bachparallelem Weg (in westlicher Richtung); beide Bauten des Gutes über L-förmigem Grundriss, markante Beispiele ländlicher Gutshausarchitektur vor allem der zweiten Hälfte des 19. Jahrhunderts, im Kern möglicherweise älter, bilden mit den anderen genannten Teilen eine Einheit von Denkmalwert, baugeschichtlich und ortsgeschichtlich bedeutend. | 09210463 |
|                | Villa mit Gartenpavillon, Pergola und Einfriedung                  | Holsteiner Straße 8 (Karte)       | um 1912 (Villa)                                                  | außergewöhnliche Gestaltung über unregelmäßigem Grundriss, mit zahlreichen dekorativen Holzelemente, Reformstilanklänge, baugeschichtlich und baukünstlerisch von Bedeutung. | 09210457 |
|                | Wohnhaus bzw. Sommerhaus in offener Bebauung                       | Lindenheim 2 (Karte)              | um 1930 (Sommerhaus/Wochenendhaus)                               | charakteristisches Holzhaus um 1930, bauliches Zeugnis der Architekturbewegung jener Zeit, preiswert und solide gestaltete Wohnhäuser auch in Fertigteilbauweise anzubieten, baugeschichtlich von Bedeutung. Das frühere Sommerhaus, vermutlich 1934 erbaut, lag ehemals mit „unverbaubarem Blick nach Radebeul“ auf der Kemnitzer Anhöhe. Auf einem massiven Sockel erhebt sich über rechteckigem Grundriss das zweigeschossige, schlichte Holzhaus mit einem Walmdach. Die annähernd quadratischen Fensteröffnungen sind mit Klappläden versehen. In den 1970er Jahren wurde die (laut Auskunft des jetzigen Eigentümers ursprünglich mit genuteten und gefasten Brettern horizontal verschalten) Außenwände verschindelt. Das Wohnhaus Lindenheim 2 ist als vergleichsweise ursprünglich erhaltener, charakteristischer Holzhausbau der 1930er Jahre baugeschichtlich bedeutsam. | 09210455 |
|                | Pension (ehem.)                                                    | Lindenplatz 1 (Karte)             | um 1925 (Pension)                                                | eines der wenigen Gebäude der Moderne um 1925 in Dresden, architekturgeschichtlich und ortsgeschichtlich von großer Bedeutung. | 09210456 |
|                | Doppelmietshaus mit Einfriedung in offener Bebauung                | Merbitzer Straße 40; 42 (Karte)   | um 1895 (Doppelmietshaus)                                        | exemplarisch für Vielfältigkeit und Formenreichtum des repräsentativen Wohnungsbaus um 1900, wegen seiner baugeschichtlichen Wertigkeit von hohe regionaler Bedeutung. | 09210462 |
|                | Leupolt-Villa                                                      | Merbitzer Straße 55 (Karte)       | 1899-1900 (Fabrikantenvilla)                                     | Fabrikantenvilla und Zufahrt mit Torpfeilern; markanter Bau im Stil der Deutschen Neorenaissance, trotz veränderter Fassade wegen der ursprünglich erhaltenen Innenausstattung mit großer repräsentativer Hallendiele, bemerkenswerten Bleiglasfenstern usw. als Zeugnis des repräsentativen Villenbaus um 1900 baugeschichtlich bedeutend. | 09218353 |
| Weitere Bilder | Kammerstädtisches Gut; Schwimm-, Licht- und Luftbad Zschoner Grund | Merbitzer Straße 61 (Karte)       | 1927–1928 (Freibad), 1836 (Gut), 1927–1928 (Sanitärgebäude)      | Freibad aus Sanitärgebäude, Stützmauer, Treppenaufgang, Umkleidekabinen und Liegewiese, außerdem drei Bauten des ehem. Kammerstädtischen Gutes; malerische und weitgehend ursprünglich erhaltene Anlage, markantes Beispiel der Bäderarchitektur um 1925, baugeschichtlich, ortsgeschichtlich und sozialgeschichtlich bedeutend. Zschonergrundbad mit mehreren Sanitärgebäuden und einem historischen Dreiseithof von 1836, als Geschenk der Stadt Dresden an die 1921 eingemeindeten Vororte Briesnitz und Kemnitz erbaut, mit Warmwasseranlage, nach einem Unwetter 1946 erste Rekonstruktion, 1988 wegen erheblichem Verfall geschlossen. | 09218352 |
|                | Villa mit Einfriedung                                              | Weltestraße 16 (Karte)            | um 1895 (Villa)                                                  | Bau um 1895 mit Anklängen an den durch markante Giebel und weite Dachüberstände gekennzeichneten Schweizerhausstil, baugeschichtlich und dokumentarischer Wert. | 09210459 |
|                | Mietvilla mit Einfriedung                                          | Weltestraße 18 (Karte)            | um 1900 (Mietvilla)                                              | exemplarisches Beispiel eines im Typus der freistehenden Villa errichteten Mietwohnungsbaus der Zeit um 1900, baugeschichtlich bedeutend. | 09210458 |
|                | Hauptgebäude, Seitengebäude, Remise und Scheune eines Bauernhofes  | Zschonergrundstraße 4; 4a (Karte) | bezeichnet 1880 (Bauernhaus)                                     | eines der wenigen erhaltenen Sachzeugen der dörflichen Vergangenheit des Ortes Kemnitz, baugeschichtlich und ortsgeschichtlich von Bedeutung. | 09210452 |
|                | Wohnstallhaus, Seitengebäude und Scheune eines Dreiseithofes       | Zschonergrundstraße 6 (Karte)     | bezeichnet 1778 (Wohnstallhaus)                                  | Wohnstallhaus und Seitengebäude mit Fachwerk, charakteristisches und weitgehend ursprünglich erhaltenes Zeugnis ländlicher Architektur und Volksbauweise, baugeschichtlich und ortsgeschichtlich von Bedeutung. | 09210453 |
|                | Mietvilla mit Einfriedung                                          | Zschonergrundstraße 8 (Karte)     | bezeichnet 1904 (im Giebel) und bezeichnet 1905 (in Wetterfahne) | markanter, historisierender Bau mit Schweifgiebel und Eckturm, in Anlehnung an die Deutsche Renaissance errichtet, baugeschichtlich und künstlerisch bedeutend. | 09210454 |
|                | Mietvilla mit Einfriedung                                          | Zschonergrundstraße 20 (Karte)    | um 1895 (Mietvilla)                                              | markanter, historisierender Bau mit aufwändig gestalteter Fassade, baugeschichtlich und künstlerisch bedeutend. | 09210460 |

## Ehemalige Kulturdenkmale
| Bild | Bezeichnung | Lage                         | Datierung | Beschreibung | ID |
| ---- | ----------- | ---------------------------- | --------- | ------------ | -- |
|      | Wohnhaus    | Holsteiner Straße 8a (Karte) | Wohnhaus  |              |    |

## Ausführliche Denkmaltexte
1. ↑  
Die außergewöhnliche Villa am Lindenplatz wurde um 1912 als privates Wohnhaus des Hof- und Ratszimmermeisters sowie Baumeisters Karl Friedrich Ernst Noack (1861–1925) errichtet. Das Anwesen besteht aus Wohnhaus und massiver, entlang der Holsteiner Straße teilweise als mächtige Stützmauer dienender Grundstückseinfriedung aus Naturstein, auf dessen südöstlicher Ecke sich ein eingeschossiger Gartenpavillon mit Zeltdach und anschließender Pergola befindet. In Tradition seines Handwerks ließ der Erbauer sein Wohnhaus mit zahlreichen dekorativen Holzelementen versehen. Das eingeschossige Wohnhaus mit bewegtem, ausgebautem Satteldach steht über unregelmäßigem Grundriss. Zur Holsteiner Straße ist der Giebel (teilw. Fachwerk, verziert) erkerartig ausgebaut, auf der abgeschleppten Dachfläche zum Lindenplatz sitzt ein vieleckiger Aufbau mit spitzem Dach. Großteil der Außenwandflächen verschalt, restliche Flächen putzsichtig. Das Hauptdach beidseitig über den Giebeln schopfartig auskragend. Die Villa Holsteiner Straße 8 ist aufgrund ihrer außergewöhnlichen Gestaltung und handwerklichen Holzbaukunst sowohl architekturgeschichtlich als auch baukünstlerisch von Bedeutung.
2. ↑  
Am weitläufigen, in den 1920er Jahren angelegten Lindenplatz fällt durch sein strenges, modernes Äußere das in einem parkähnlichen Grundstück liegende, um 1925 errichtete Wohnhaus auf. Der dreigeschossige, in Hanglage befindliche Putzbau mit Flachdächern liegt über annähernd quadratischem Grundriss. Markant der risalitartig erhöhte, durch ein schmales, hohes Fensterband betonte Baukörper (Treppenhaus) über dem zum Straßenniveau etwas tiefer liegenden Hauseingang. Die schmucklosen Fassaden sind lediglich durch die Wahl unterschiedlicher Fensterformate und der jeweiligen Fensterteilung gestaltet. Das Wohnhaus ist in Kubatur und gestalterischer Ausformung stilistisch der Moderne der 1920/30er Jahre zuzuordnen. Errichtet in klaren kubischen Blöcken und ausgerichtet auf Funktionalität zeigt das Gebäude das Gedankengut des zeitgenössischen Bauhaus-Stils. Das Gebäude wurde zwischenzeitlich als Pension genutzt, heute vermutlich Wohnnutzung. Das Wohnhaus Lindenplatz 1 gilt als eines der wenigen Gebäude der Moderne um 1925 in Dresden und ist daher architektur- und ortsgeschichtlich von großer Bedeutung.
3. ↑  
Das durch seine beiden markant geformten Zwerchhäuser auffällige Doppelmietshaus liegt an der Merbitzer Straße in offener Bebauung und Hanglage über dem Zschonergrund. Die abgesehen von den durch Volutengiebel gefassten Zwerchhäusern traditionelle Gebäudekubatur besteht aus einem Erdgeschoss mit hohem, ausgebautem Mansarddach. Die mit wenigen Putzspiegeln versehenen Putzfassaden sind an den Fenstern durch Faschen leicht umrahmt, auf beiden Giebeln sitzt über einem rundbogigen Fenster ausgefallener Bauschmuck (Sonne). Unterschiedliche Fensterformate (Oberlichter gesprosst), teilweise mit Klappläden. Im ausgebauten Dachbereich Trapezgauben, darüber Fledermausgauben. An beiden kurzen Gebäudeseiten ein kleiner Anbau. Stilistisch vereint der Bau Elemente des regionalen Heimatstils mit neobarocken Anklängen in sich. Die straßenseitige Einfriedung auf einem Natursteinsockel besteht aus bauzeittypischen Zaunfeldern aus Holz zwischen massiven, quadratischen Mauerpfosten mit Abdeckplatte. Das Doppelhaus Merbitzer Straße 40/42 ist ein exemplarischer Sachzeuge der Vielfältigkeit und des Formenreichtums des repräsentativen Wohnungsbaus um 1900. Dem Gebäude kommt aufgrund seiner baugeschichtlichen Wertigkeit hohe regionale Bedeutung zu.
4. ↑  
Die sog. „Leupolt-Villa“ wurde 1899-1900 an der Merbitzer Straße errichtet. Für den namensgebenden Besitzer des etwas tiefer im Tal liegenden Gummi-Werkes Reinhardt Leupolt lieferte der Baumeister Otto Jung Entwurf und Ausführung. Der markante Villenbau besitzt zwei Vollgeschosse über unregelmäßigem Grundriss und ein bewegtes, ausgebautes Dach. Die Dachlandschaft setzt sich aus Walm- und Satteldächern zusammen, mit diversen An- und Dachaufbauten. Aufgrund des nach Nordosten abfallenden Geländes schließt zum Garten hin eine auf massiven Rundbögen (Naturstein) gelagerte Terrasse an, von der aus eine Treppe in den Garten führt. Bauzeitlich ursprünglich durch reichen Fassadenschmuck und mit getrepptem Giebel und Turmaufsatz historisierend im Stil der Deutschen Neorenaissance errichtet, sind heute nur noch rudimentäre Gestaltungselemente an der Fassade erhalten (Sandsteinrahmungen der Öffnungen, schmales Traufgesims). Im Inneren hat sich eine Vielzahl an bauzeitlichen Interieurteilen erhalten, u. a. die große, repräsentative Hallendiele und bemerkenswerte Bleiglasfenstern. Trotz veränderter Fassade ist die markante Fabrikantenvilla mit Adresse Merbitzer Straße 55 baugeschichtlich als Zeugnis des repräsentativen Villenbaus um 1900 von regionaler Bedeutung.
5. ↑  
Gegen Ende des 19. Jahrhunderts entwickelte sich Kemnitz zum Wohnvorort von Dresden, wozu auch der Bau der Eisenbahnstrecke nach Berlin (1875) und später der Straßenbahn nach Cossebaude beitrug. Die um 1895 errichtete Villa in der Weltestraße lag ehemals über L-förmigem Grundriss (ohne heutigen südwestlichen Anbau). Über dem verputzten Erdgeschoss heute hälftig ein ausgebautes Satteldach, die andere Hälfte ist um ein weiteres Geschoss (ebenso mit Satteldach) erhöht. Die Holzbauteile der Dachkonstruktion profiliert und farbig gefasst. Die Fenster sind umrahmt. Erschlossen wird das Gebäude von Osten über einen eingeschossigen hölzernen Anbau mit flachem Walmdach. Das Grundstück ist straßenseitig durch eine Stützmauer abgegrenzt, darüber ein markanter, schmiedeeiserner Zaun, weiterhin eine zweiflügelige Toranlage zwischen massiven, profilierten Pfosten. Trotz der im 20. Jahrhundert sowie im letzten Jahrzehnt schrittweise erfolgten baulichen Veränderungen besitzt die Villa Weltestraße 16 bedeutenden baugeschichtlich-dokumentarischen Wert.
6. ↑  
Die Siedlung um den Lindenplatz gehört zu den nach der Wende zum 20. Jahrhundert in Kemnitz entstandenen neuen Wohnvierteln außerhalb des alten Dorfkerns. An der vom Lindenplatz abgehenden Weltestraße steht die um 1900 errichtete, zweigeschossige Mietvilla mit ausgebautem Dachgeschoss. Über massivem Sockel erhebt sich ein im Grundriss annähernd quadratischer, putzsichtiger Hauptbaukörper mit Mansarddach, welcher an der Südost-Ecke durch zwei mit Satteldächern überdeckte Anbauten erweitert wird. Zwischen den durch aufwändig gestaltete und verzierte Dachkonstruktionen geschmückten Giebeln befindet sich ein hölzerner, durch Verglasungen (teilw. farbig) geschlossener Wintergartenanbau über beide Vollgeschosse. Putzfassade gegliedert mittels schlichten Fensterumrahmungen und Gurtgesims. Das Grundstück wird straßenseitig durch eine Stützmauer abgeschlossen, darüber ein markanter, schmiedeeiserner Zaun, und eine zweiflügelige Toranlage zwischen massiven, profilierten Pfosten. Als exemplarisches Beispiel eines im Typus der freistehenden Villa errichteten Mietwohnungsbaus der Zeit um 1900 ist die Weltestraße 18 baugeschichtlich bedeutend.
7. ↑  
Zum Schutzgut der stattlichen Dreiseitanlage Zschonergrundstraße 4 gehören Hauptgebäude, Seitengebäude, Remise und Scheune. Das traufständige, zweigeschossige ehemalige Wohnhaus, d. h. der straßenseitige Teil des Hauptgebäudes (bezeichnet 1880), besitzt eine aufwändig gestaltete Fassade mit historisierenden Elemente wie Fensterverdachungen und -umrahmungen, Putzquaderungen und Gesimse. Daran anschließend ein langgestreckter, zweigeschossiger Anbau. Das ebenfalls traufständige und zweigeschossige, aber schlichtere Seitengebäude liegt mit seinem straßenabgewandten Anbau über L-förmigem Grundriss und fasst so die östliche Ecke des Hofes. Eine Toranlage verbindet Wohnhaus und Seitengebäude. Die eingeschossige Remise (Fassaden putz-/steinsichtig, Satteldach) liegt hinter dem Seitengebäude an der den Hof rückwärtig abschließenden, mächtigen Scheune (Fassaden putz-/steinsichtig, Satteldach). Diese wurde 1998 zum Gastronomie- und Erlebnistheater umgebaut. Alle Gebäude sind heute zu Wohn- oder Gewerbezwecken genutzt. Das ehemalige Gut Zschonergrundstraße 4 gehört zu den wenigen erhaltenen Sachzeugen der dörflichen Vergangenheit des Ortes Kemnitz und ist daher bau- und ortsgeschichtlich von Bedeutung.
8. ↑  
Das Gehöft Zschonergrundstraße 6 erinnert noch an die dörfliche Vergangenheit des, insbesondere durch den Autobahnbau der 1930er Jahre zerstörten, alten Ortskerns von Kemnitz. Der sich durch Wohnstallhaus (bezeichnet 1778), Seitengebäude und Scheune bildende, noch heute authentisch erhaltene Dreiseithof liegt hinter einer Natursteinmauer mit Toranlage und Pforte. Das giebelständige, zweigeschossige Wohnstallhaus mit Satteldach weist im Obergeschoss Fachwerk mit rhythmischer Fensterreihung auf, die Fenster im Massivteil (teilw. Zwillingsfenster) mit Sandstein umrahmt. Auch das langgestreckte, zweigeschossige Seitengebäude mit Satteldach besitzt hinter einem massiven Giebel im Obergeschoss Fachwerk (Lehmstakenfüllung). Die massive Scheune liegt von Grenze zu Grenze rückwärtig quer im Grundstück, daran noch ein in Richtung Wohnhaus zeigender zweigeschossiger Anbau. Die Hofanlage Zschonergrundstraße 6 ist als charakteristisches und weitgehend ursprünglich erhaltenes Zeugnis ländlicher Architektur und Volksbauweise bau- und ortsgeschichtlich für die Stadt Dresden von Bedeutung.
9. ↑  
Ab Mitte des 19. Jahrhunderts stieg die Einwohnerzahl im bis dahin noch dörflichen Kemnitz rasant. Mietshäuser wurden unter anderem am linken Hang des Zschonergrundes errichtet, so auch in den Jahren 1904/05 die markante Mietvilla Zschonergrundstraße 8. Der unter Verwendung des Formenguts der Deutschen Renaissance in historisierender Manier errichtete zweigeschossige Putzbau liegt an der Kreuzung zur Straße Am Kirchberg. Auffallend gestaltet durch Schweifgiebel (bezeichnet in Schriftband 1904) und durch einen über einer Säule erkerartig ausgebauten Eckturm mit spitzem Dach (Wetterfahne bezeichnet 1905) liegt an der Kreuzung zur Straße Am Kirchberg. Das bewegte Dach ist ausgebaut und durch spätere Einbauten verändert. Die aufwändig gestaltete Einfriedung, unter anderem mit schmiedeeiserner Toranlage zwischen profilierten Pfosten, steht sowohl in funktionalem als auch gestalterischem Zusammenhang mit dem Wohngebäude. Das Mietswohnhaus Zschonergrundstraße 8 ist als markanter Bau des Späthistorismus im Typus der freistehenden Villa errichtet und baugeschichtlich sowie künstlerisch von Bedeutung.
10. ↑  
Ab Mitte des 19. Jahrhunderts stieg die Einwohnerzahl von Kemnitz rasant. Mietshäuser wurden unter anderem linksseitig des Zschonergrundes errichtet, so auch der um 1895 erbaute, markante Bau mit der Hausnummer 20. Die zweigeschossige, voluminöse Mietvilla mit Ladeneinbau besitzt eine aufwändig gestaltete, qualitätvoll ausgeführte Fassade mit historisierenden Elementen, die sowohl aus dem Formengut der Renaissance als auch der Gotik und des Barocks entlehnt sind, wie Fensterumrahmungen (z. B. Vorhangbogenfenster), Putzspiegel, Gurtgesims und der markante, florale Fries mit Wappenornamentik unterhalb der Traufen. Die Straßenfront wird durch einen mittigen, überhöhten Risalit mit Dachreiter akzentuiert. Das hohe, steile Dach ist ausgebaut und mit Einzel- und Doppelgauben versehen. Die beiden Seitenfassaden sind durch einen über zwei Fensterachsen geführten Risalit mit geschweiftem Giebelabschluss betont. Die historistische Einfriedung nur noch im Sockel- und Pfostenbereich bauzeitlich, die Zaunfelder adäquat ersetzt. Das Mietshaus Zschonergrundstraße 20 ist als markanter historistischer Bau im für Dresden vorherrschenden Typus der freistehenden Villa baugeschichtlich und künstlerisch von Bedeutung.